# Lauter niemand
lauter niemand war eine in Berlin erscheinende deutschsprachige Literaturzeitschrift. Sie erschien von 1996 bis 2015. Autoren der Zeitschrift waren unter anderem Karen Duve, Robert Habeck, Monika Rinck, Jan Wagner, Paul M. Waschkau und Juli Zeh. Allein im Zeitraum 1996 bis 2003 wurden Beiträge von 112 Autoren veröffentlicht.
Der Name stellt eine Reverenz an Franz Kafkas Erzählung Der Ausflug ins Gebirge dar. Die Zeitschrift veröffentlicht Beiträge junger, zumeist noch unbekannter Autoren. Sie hat eine gedruckte Auflage von etwa 8000 Exemplaren und ist damit eine der auflagenstärksten deutschen literarischen Periodika. Die Zeitschrift erscheint unregelmäßig etwa einmal im Jahr. 2006 erschien eine englische Ausgabe der Zeitschrift unter dem Titel No Man’s Land.
Die Zeitschrift wird herausgegeben von lauter niemand e.V., einem gemeinnützigen Verein, der von Clemens Kuhnert geleitet wird. Der Verein ist in erster Linie ein Literaturlabor, eine freie Lesebühne, bei der zumeist unbekannte Autoren selbst verfasste Lyrik oder Prosatexte vorstellen, die anschließend von einem offenen Auditorium, das zum großen Teil selbst aus Literaten besteht, kritisiert werden.
lauter niemand vergab bisher in den Jahren 2003, 2005 und 2006 den lauter niemand lyrikpreis. Die Preisträger waren unter anderem Tom Schulz, Ron Winkler und René Hamann.